# Аусехо-де-ла-Сьєрра
Аусехо-де-ла-Сьєрра (ісп. Ausejo de la Sierra) — муніципалітет в Іспанії, у складі автономної спільноти Кастилія-і-Леон, у провінції Сорія. Населення — 63 особи (2010).
Муніципалітет розташований на відстані близько 200 км на північний схід від Мадрида, 16 км на північний схід від Сорії.
На території муніципалітету розташовані такі населені пункти: (дані про населення за 2010 рік)
- Аусехо-де-ла-Сьєрра: 17 осіб
- Куельяр-де-ла-Сьєрра: 24 особи
- Фуентельфресно: 22 особи

## Демографія
Динаміка населення (INE ):

## Галерея зображень

Розташування муніципалітету Аусехо-де-ла-Сьєрра